# Ramsey Ann Naito
Ramsey Ann Naito est une productrice américaine de films d'animation née en 1974 à New York. Elle est actuellement la vice-présidente exécutive de Nickelodeon Animation Studio.

## Filmographie
- 1996-1997 : Duckman (36 épisodes)
- 1997 : Drôles de monstres (5 épisodes)
- 1998 : Les Razmoket, le film
- 1999 : South Park, le film
- 2000 : Les Razmoket à Paris, le film
- 2001 : Jimmy Neutron, un garçon génial
- 2002 : Hé Arnold !, le film
- 2002 : La Famille Delajungle, le film
- 2004 : Bob l'éponge, le film
- 2006 : La Ferme en folie
- 2006 : Re-Animated
- 2007 : Ben 10 : Course contre-la-montre
- 2009 : Scooby-Doo : Le mystère commence
- 2009 : Ben 10: Alien Swarm
- 2010 : Firebreather
- 2011 : Level Up
- 2017 : Baby Boss de Tom McGrath

## Distinctions
- 2018 : nommée à l'Oscar du meilleur film d'animation pour Baby Boss[1]